# Richard Hes
Richard Hes (5. červenec 1963 Mladá Boleslav – 17. února 2014 Praha) byl český herec, tanečník, muzikálový choreograf, scenárista, režisér a producent.

## Biografie
Vyrůstal v taneční rodině. Po zkušenosti s filmem v pohádce Ať žijí duchové! se Richard spolu se svým kamarádem Janem Čenským přihlásil na hereckou konzervatoř, kde se dal na taneční obor. Absolvoval taneční oddělení pražské konzervatoře. Již za studií se věnoval práci choreografa. Roku 1986 založil soubor Dance company UNO, tvořený z absolventů jednoho ročníku tanečního oddělení Pražské konzervatoře, který získal řadu ocenění doma i v zahraničí. Roku 1988 převzal cenu Zlatá rolnička jako vedoucí skupiny. Jako choreograf a umělecký vedoucí této taneční skupiny, pro niž vytvořil několik původních celovečerních tanečních představení (Šach Mat, Carmen, Best of Broadway, Nikita...). V roce 1991 byl se svou skupinou pozván do švýcarského muzikálu Keep Cool, jehož se stal spolutvůrcem a který měl ve Švýcarsku a v Německu 1270 repríz. Všechny tyto zkušenosti zúročil v pražském uvedení West Side Story (HD Karlín, 1993) při úpravách scénáře, choreografii a režii. Je autorem námětu, choreografie a spoluautorem scénáře muzikálu Dracula (Praha, 1995, a nové nastudování roku 2003), jehož byl také art producentem. Vytvořil choreografii a režii muzikálové show MISE Daniela Hůlky, kterou zhlédlo přes 50 000 diváků během turné po České republice a která byla dále úspěšně uváděna na pražském Výstavišti. Režíroval a choreograficky vedl několik představení na Křižíkově fontáně v Praze, například nejdéle reprízovaný muzikálový počin Malá mořská víla, a množství televizních a filmových projektů. Jedním z jeho děl byla i slovenská verze Pomády. Dalším divadelním počinem Richarda Hese se stal muzikál Monte Cristo (Praha, 2000), u něhož byl stejně jako u Draculy spoluautorem libreta a choreografem. Roku 2003 měl režii a choreografii Mozartovy opery Don Giovanni ve Stavovském divadle v Praze. Vytvořil choreografii pro muzikál Noc na Karlštejně v HD Karlín (2004). V jeho životě byl zlom, když propadl alkoholismu. Otevřeně o svém problému pohovořil v pořadu ČT 13. komnata Richarda Hese. Po úspěšné léčbě se znovu dostal na vrchol a mimo jiné byl v roce 2007 i jedním z porotců taneční soutěže Star Dance.

### Zdravotní komplikace
Na začátku roku 2013 mu lékaři diagnostikovali rakovinu slinivky břišní. Hes se měl pokusit o sebevraždu skokem z okna v pražských Bohnicích, kde pobýval v hospici Štrasburk 8. února 2014. Později byla zpráva vyvrácena s tím, že si při pádu na schodech poranil koleno.

## Filmografie
Herectví:
- O život – 2008
- Ať žijí duchové! – 1976

Choreografie, Režie, Umělecká produkce (výběr):
- Dva na koni, jeden na oslu – 1986
- Možná přijde i kouzelník – populární série hudebně – zábavných populárních pořadů České televize
- ŠACH MAT – UNO / Originální moderní balet / – 1990
- Takmer ružový príbeh – 1990
- Maraton - Taneční film ČT1 - 1991
- Carmen - UNO / Originální moderní balet / - choreografie Petr Šimek - 1991
- Nikita - UNO / Originální moderní balet / 1992
- Biliard - UNO / Originální moderní balet / 1992
- KEEP COOL - UNO / Comedy musical Švýcarsko / - 1992
- West Side Story - Praha, HD Karlín - 1993
- Dracula (muzikál) Námět, Choreografie – světová premiéra 13. října 1995 Kongresové centrum Praha
- Dracula (muzikál) - Slovensko - Bratislava a Prešov, Korea - Soul, Rusko - Moskva, Polsko - Gdynia, Švýcarsko - Basel Theatre, Německo - Tecklenburg, Belgie - Antverpy
- Mise (Koncertní megashow turné D. Hůlky) - Námět, scénář, choreografie, režie - 1998
- Monte Cristo (muzikál) - Světová premiéra 13.12.2000
- Malá mořská víla (Křižíkova fontána) – 2000
- Notre Dame de Paris[nedostupný zdroj] (Křižíkova fontána) – 2001
- Atlantida (Křižíkova fontána) – 2002
- Monte Cristo (televizní záznam) – 2003
- Hallo Broadway (Křižíkova fontána) – 2008
- Golem (muzikál) – 2008